# Richard Winters
Richard D. Winters (Lancaster, Pennsylvania, 1918. január 21. – Hershey, Pennsylvania, 2011. január 2.) amerikai katonatiszt a második világháborúban, kitüntetett háborús veterán, háborús hős. Az USA II. világháborúban szolgáló 101. légi szállítású hadosztály 506. ejtőernyős gyalogezred (506th PIR) 2. zászlóalj E (Easy) századának parancsnoka volt.
Nevét Az elit alakulat című könyv, valamint az előbbi alapján készült filmsorozat tette ismertté.

## Fiatalsága
1941-ben szerzett üzleti diplomát, majd önkéntesként jelentkezett a hadseregbe, ahol egy évet kívánt eltölteni, hogy utána folytathassa üzleti karrierjét, azonban a japánok Pearl Harbour-i támadása keresztül húzta számításait.

## A hadseregben
1942-ben végzett a tisztképzőben a georgiai Fort Benningben, itt barátkozott össze Lewis Nixonnal, akivel később együtt szolgáltak a 101. légi szállítású hadosztálynál. Az év nyarán önkéntesként jelentkezett az 506. ejtőernyős gyalogezredhez, ahol az alakuló E századhoz vezényelték. Itt, a második szakasz parancsnoka volt, hamarosan előléptették főhadnaggyá. 1943 áprilisában kinevezték a század parancsnokhelyettesévé: ebben a beosztásban szolgált 1944 júniusáig.
Winters nem sokkal a normandiai invázió előtt érkezett vissza alakulatához, korábbi beosztásába visszahelyezve. Hasonlóan a többi, amerikai ejtőernyőshöz, ő is magányosan ért földet: pár embert összegyűjtve elindult Sainte-Mère-Église felé. Itt tájékoztatták Thomas Meehan főhadnagy eltűnéséről, akinek a gépét találtat érte, és lezuhant, így Winters lett a század parancsnoka.
8:30-kor tíz emberével megtámadta a Utah partszakaszra tüzelő tüzérüteget a Brecourt-tanyánál. A támadás sikerrel járt, az ágyúkat tönkretették. A támadásért később az E század több tagja is kitüntetést kapott, Winterst pedig felterjesztették a Medal of Honorra, melyet azonban nem kapott meg, helyette a Distinguished Service Crosst ítélték neki. További kiváló teljesítményéért július 2-án századossá léptették elő. Egységével harcolt Carentanért, majd a hónap végén visszavonták az egész hadosztályt Angliába.
A Market Garden hadművelet során léptették elő a 2. zászlóalj parancsnokhelyettesévé, mely során főleg adminisztrációs feladatokkal kellett megbirkóznia. Október 5-én vezette a századot utoljára harcba, amikor is egy ember elvesztése árán megfutamítottak 200 német katonát, Winters ekkor lőtt utoljára puskájával a világháborúban.
Az ardenneki offenzíva során az egységével Bastogne mellé vezényelték, ahol sikeresen állták a német támadásokat, még itt kapta meg a 2. zászlóalj parancsnokságát, majd 1945 januárjában előléptették őrnaggyá. A háború vége Berchtesgadenben érte a zászlóaljával, majd megszálló feladatokat láttak el Ausztriában.

## A háború után
Winters elfogadta Nixon százados ajánlatát, és a Nixon Nitrát Műveknél vállalt munkát, majd a koreai háború idején visszavették a hadseregbe, amikor kiképzőtisztként alkalmazták.
Leszerelése után a pennsylvaniai Hersheyben vásárolt házat. 2011. január 2-án hunyt el.

## Kitüntetései
|                                                                                    | Distinguished Service Cross                                                                         |
| Bronze Oak Leaf                                                                    | Bronze Star egy tölgyfalevél kisdíszítéssel (másodszori adományozás)                                |
|                                                                                    | Purple Heart                                                                                        |
| Bronze Oak Leaf                                                                    | Presidential Unit Citation egy tölgyfalevél kisdíszítéssel (másodszori adományozás)                 |
|                                                                                    | American Defense Service Medal                                                                      |
| Arrowhead device · Bronze Service Star · Bronze Service Star · Bronze Service Star | European-African-Middle Eastern Campaign Medal három csatacsillaggal és egy nyílhegy kisdíszítéssel |
|                                                                                    | World War II Victory Medal                                                                          |
|                                                                                    | Army of Occupation Medal                                                                            |
|                                                                                    | National Defense Service Medal                                                                      |
|                                                                                    | Harci gyalogsági jelvény                                                                            |
|                                                                                    | Ejtőernyős kitűző két ugrási csillaggal                                                             |

## Az elit alakulat

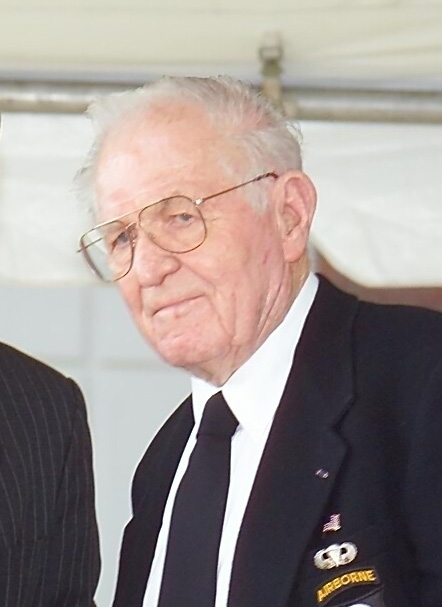
Winters 2004-ben

Stephen E. Ambrose amerikai történész 1992-es könyvében dolgozta fel az E század történetét, melyet főleg a veteránokkal készített beszélgetéseiből állított össze. Később a könyvön alapuló sorozatban is látható Winters a részek elején, illetve végén, amikor visszaemlékezik, magát Winterst Damian Lewis alakította. Később Larry Alexander: Biggest Brother: The Life of Major Dick Winters, The Man Who Led the Band of Brothers című, 2005-ös könyvében áll a középpontban, majd 2006-ban Cole C. Kingseeddel  közösen megírta visszaemlékezéseit Beyond Band of Brothers: The War Memoirs of Major Dick Winters címmel.